# Знаменка (Феодосийский горсовет)
Зна́менка (до 1948 года Аджига́л; укр. Знам'янка, крымскотат. Acı Qal, Аджы Къал) — исчезнувшее село в Городском округе Феодосия Республики Крым, располагавшееся примерно в 4 км к северу от Феодосии, сейчас на его месте находится пруд.

## История
Первое документальное упоминание села встречается в Камеральном Описании Крыма… 1784 года, судя по которому, в последний период Крымского ханства Гаджикал входил в Колечский кадылык Кефинского каймаканства.
После присоединения Крыма к России (8) 19 апреля 1783 года, (8) 19 февраля 1784 года, именным указом Екатерины II сенату, на территории бывшего Крымского Ханства была образована Таврическая область и деревня была приписана к Левкопольскому, а после ликвидации в 1787 году Левкопольского — к Феодосийскому уезду Таврической области. После Павловских реформ, с 1796 по 1802 год, входила в Акмечетский уезд Новороссийской губернии. По новому административному делению, после создания 8 (20) октября 1802 года Таврической губернии, Аджикал был включён в состав Парпачской волости Феодосийского уезда.
По Ведомости о числе селений, названиях оных, в них дворов… состоящих в Феодосийском уезде от 14 октября 1805 года, в деревне Аджикал числилось 23 двора и 129 жителей. На военно-топографической карте генерал-майора Мухина 1817 года деревня Аджикал обозначена с 23 дворами. После реформы волостного деления 1829 года Аджи Кол, согласно «Ведомости о казённых волостях Таврической губернии 1829 года», передали в состав Учкуйской волости. На карте 1836 года в деревне 36 дворов, как и на карте 1842 года.
В 1860-х годах, после земской реформы Александра II, деревню приписали к Арма-Элинской волости. Согласно «Списку населённых мест Таврической губернии по сведениям 1864 года», составленному по результатам VIII ревизии 1864 года, Гаджикал — общинная татарская деревня с 26 дворами, 144 жителями и мечетью при колодцах. По обследованиям профессора А. Н. Козловского начала 1860-х годов, в селении «все без исключения колодцы с весьма солёною водою, годною лишь для животных. Людьми же в пищу не употребляется». На трёхверстовой карте Шуберта 1865—1876 года в деревне Аджикал обозначено 20 дворов.
По «Памятной книге Таврической губернии 1889 года», по результатам Х ревизии 1887 года, в деревне Аджигаль, уже Владиславской волости, числилось 52 двора и 152 жителя. По «…Памятной книжке Таврической губернии на 1892 год» в деревне Аджигал, входившей в Унгутское сельское общество, числился 161 житель в 27 домохозяйствах, а в не входившем в сельское общество Аджигале — 48 безземельных. На верстовой карте 1890 года в Аджигале обозначено 48 дворов с татарским населением. По «…Памятной книжке Таврической губернии на 1902 год» в деревне Аджигал числилось 198 жителей в 27 домохозяйствах. По Статистическому справочнику Таврической губернии. Ч.II-я. Статистический очерк, выпуск пятый Феодосийский уезд, 1915 год, в селе Аджигал Владиславской волости Феодосийского уезда числилось 48 дворов (45 дворов с землёй, 3 — безземельные) с татарским населением в количестве 266 человек приписных жителей и 9 — «посторонних», из которых 149 мужчин и 126 женщин. Жители владели 300 десятинами удобной земли. В хозяйствах имелось 53 лошади, 18 волов, 20 коров и 83 головы овец, свиней, или коз.
После установления в Крыму Советской власти, по постановлению Крымревкома от 8 января 1921 года была упразднена волостная система и село вошло во вновь созданный Владиславовский район Феодосийского уезда в состав Владиславовского сельсовета. В 1922 году уезды получили название округов. 11 октября 1923 года, согласно постановлению ВЦИК, в административное деление Крымской АССР были внесены изменения, в результате которых округа ликвидировались и Владиславовский район стал самостоятельной административной единицей. Декретом ВЦИК от 04 сентября 1924 года «Об упразднении некоторых районов Автономной Крымской С. С. Р.» в октябре 1924 года район был преобразован в Феодосийский и село включили в его состав. В 1925 году, в свете Постановления совещания по Советскому строительству при ЦИК СССР от 3 апреля 1925 года «Об увеличении числа сельсоветов», бы образован Тамбовский сельсовет, в который включили село. Согласно Списку населённых пунктов Крымской АССР по Всесоюзной переписи 17 декабря 1926 года, в селе Аджигол, Тамбовского сельсовета Феодосийского района, числилось 48 дворов, из них 47 крестьянских, население составляло 190 человек, все татары, действовала татарская школа I ступени (пятилетка). Постановлением ВЦИК «О реорганизации сети районов Крымской АССР» от 30 октября 1930 года (по другим сведениям 15 сентября 1931 года Феодосийский район был упразднён и село включили в состав Старо-Крымского, а с образованием в 1935 году Кировского — в состав нового района. По данным всесоюзная перепись населения 1939 года в селе проживало 285 человек.
В 1944 году, после освобождения Крыма от фашистов, согласно постановлению ГКО № 5859 от 11 мая 1944 года, 18 мая крымские татары были депортированы в Среднюю Азию. 12 августа 1944 года было принято постановление № ГОКО-6372с «О переселении колхозников в районы Крыма» и в сентябре того же года в район приехали первые переселенцы, 428 семей, из Тамбовской области, а в начале 1950-х годов последовала вторая волна переселенцев. С 1954 года местами наиболее массового набора населения стали различные области Украины. С 25 июня 1946 года селение в составе Крымской области РСФСР. Указом Президиума Верховного Совета РСФСР от 18 мая 1948 года, Аджигал (вариант Аджигол) переименовали в село Знаменку. 26 апреля 1954 года Крымская область была передана из состава РСФСР в состав УССР. Время включения в Береговой сельсовет пока не установлено: на 15 июня 1960 года село уже числилось в его составе. Ликвидировано до 1968 года (согласно справочнику «Крымская область. Административно-территориальное деление на 1 января 1968 года» — в период с 1954 по 1968 год, как село Береговского сельсовета ещё Кировского района).

### Динамика численности населения
| - 1805 год — 129 чел. - 1864 год — 144 чел. - 1889 год — 152 чел. - 1892 год — 209 чел. | - 1902 год — 198 чел. - 1915 год — 266/9 чел. - 1926 год — 190 чел. - 1939 год — 285 чел. |